# Лангадасская, Литиская и Рендинская митрополия
Лангадасская, Литиская и Рендинская митрополия (греч. Ιερά Μητρόπολις Λαγκαδά, Λητής και Ρεντίνης) — одна из епархий так называемых «Новых земель», находящаяся одновременно в административном управлении Элладской православной церкви, а в духовном — в ведении Константинопольского патриархата. Епархиальный центр расположен в городе Лангадасе в Греции.

## История
В период Византии центром епархии был город Лити, а в X веке — город Рендина. В состав митрополии в настоящее время входит 48 приходов и 7 монастырей (пять мужских и два женских).

## Управляющие
- Акакий Литийский[вд] (1400-е)
- Иоасаф (Аргиропулос)[вд] (1547—1565)
- Дамаскин Студит (1558—1574)
- Захарий (Маридакис)[вд] (1768 — июль 1869)
- Александр (Ригопулос)[вд] (23 марта 1881 — 5 февраля 1891)
- Герман (Анастасиадис) (9 октября 1924 — октября 1932)
- Спиридон (Транделлис) (26 июня 1967 — 4 декабря 2009)
- Иоанн (Тассьяс) (16 мая 2010 — 15 ноября 2020)
- Платон (Крикрис) (c 9 октября 2021 года)